# ジャン＝マックス・ベルリーヴ
ジャン＝マックス・ベルリーヴ（仏: Jean-Max Bellerive、1958年 - ）は、ハイチの経済学者。元首相。
ポルトープランスで世界保健機関 (WHO) の医師の子に生まれ、スイス・フランス・ベルギーで政治学と国際関係学の学位を得て、ジャン＝クロード・デュヴァリエ政権末期の1986年に帰国した。ピエール＝ルイ内閣で計画・対外協力相を務め、これまでに6度の閣僚経験がある。
2009年10月30日に上院に解任されたミシェル・ピエール＝ルイに代わってルネ・ガルシア・プレヴァル大統領から首相に指名され、11月7日に下院で52対2の信任を受け承認された。プレヴァル大統領が2011年5月に任期満了を迎え、後任のミシェル・マテリ大統領が医師のギャリー・コニーユを次期首相に指名したものの、野党が議会の多数派となっているため2回も首相人事案が否決され、その影響でペルリーヴも人事案が承認された10月まで首相を務めた。

## 脚註
1. ↑  Joseph Guyler Delva, "Haiti's new prime minister wins confirmation", Reuters, Nov 7, 2009.
2. ↑  “ハイチ新内閣ようやく発足へ…首相就任を承認”. 読売新聞. (2011年10月5日) 2011年10月6日閲覧。

| 公職                          | 公職                                 | 公職                    |
| ----------------------------- | ------------------------------------ | ----------------------- |
| 先代 ミシェル・ピエール＝ルイ | ハイチ共和国首相 第14代：2009 - 2011 | 次代 ギャリー・コニーユ |